# Шпигуни під прикриттям
«Шпигуни під прикриттям» (англ. Spies in Disguise) — американська комп'ютерна анімаційна шпигунська комедія 2019 року, створена Blue Sky Studios та розповсюджена компанією 20th Century Fox. Режисерами мультиплікаційного фільму стали Нік Бруно та Трой Квон за сценарієм Бреда Коупленда і Ллойда Тейлора та за сюжетом Сінді Девіс. Голоси головних героїв озвучили Вілл Сміт та Том Голланд разом із Рашидою Джонс, Беном Мендельсоном, Рібою Макінтайр, Рейчел Броснаген, Карен Гіллан, DJ Khaled та Масі Ока в головних ролях.
Сюжет розповідає про секретного агента, якого розумний молодий вчений перетворює на голуба. Потім вони повинні працювати разом, щоб зупинити кібернетичного терориста, який прагне помсти, і повернути агенту його людську форму.
Прем'єра фільму відбулася в кінотеатрі Ель-Капітан 4 грудня 2019 року, прокат в Україні та світі розпочався 25 грудня 2019 року. Дистриб'ютор в Україні — UFD
Фільм отримав, загалом, позитивні відгуки від критиків та аудиторії, які похвалою за анімацію, гумор та вокал (особливо Сміт і Холланд). Однак фільм розчарував у прокаті, зібравши лише 171,6 мільйона доларів у всьому світі проти бюджету в 100 мільйонів доларів. Це був останній фільм, створений Blue Sky Studios, а також єдиний анімаційний фільм від 20th Century Fox і Blue Sky після придбання 21st Century Fox компанією Disney і останній анімаційний фільм, який використовував назву 20th Century Fox.

## Сюжет
Сюжет мультфільму ґрунтується на короткометражці «Pigeon: Impossible», де незграбний спецагент ледве впорався з голубом, мало не запустивши ядерну ракету в напрямку Москви.
У новому фільмі в усій красі постає зухвалий секретний агент H.T.U.V. (Честь, довіра, єдність і доблесть) Ленс Стерлінг, який рятує світ від серйозних загроз. Він впевнений у своїх силах, розумний, досвідчений та вправний. Утім він часто залежить від технічного розуму молодого, але геніального винахідника Волтера Беккета. Усі розроблені ним гаджети використовує у своїй роботі Ленс. Але незграбнішого хлопця годі й шукати.
Однак, коли Беккет намагається запровадити свій найновіший винахід «біодинамічного приховування», Стерлінг випадково ковтає його експериментальну суміш і перетворюється на голуба, піддавшись «хромотрипсису». Тепер він повинен з'ясувати, як зможе врятувати світ від кібернетичного божевільного, поки залишається птахом. Хлопцям доведеться вчитись працювати в нових умовах. Якщо вони стануть міцною командою, то ніхто не зможе їм завадити.
Перш ніж Волтер і Стерлінг можуть вирішити, що робити далі, Марсі та інші H.T.U.V. агенти переслідують дует містом, який втікає на шпигунській машині Стерлінга. Вони вистежують Кімуру на курорті в Плайя-дель-Кармен, Мексика. Там вони дізнаються про місцезнаходження Кілліана у Венеції (Італія), до Марсі та H.T.U.V. може захопити їх знову.
Прибувши до Венеції, Волтер стикається з H.T.U.V., які не знають про стан Стерлінга. Розкриваючи, що вона знає про Венді, матір Волтера, яка була поліцейським і загинула під час виконання службових обов'язків, Марсі намагається переконати його допомогти видати Стерлінга, але Волтер відмовляється. Раптом дрон відволікає H.T.U.V. і дозволяє Волтеру та Стерлінгу втекти. Двоє виявляють дрон з H.T.U.V. базу даних агента, і Волтеру вдається її відновити. Однак з'являється Кілліан, забирає базу даних і готується вбити Волтера. За допомогою сотень голубів вони відволікають Кілліана й тікають. Знову переодягнувшись Стерлінгом, Кілліан тікає від H.T.U.V, знімаючи підозри Марсі щодо Стерлінга, коли вона бачила його з рукою робота.
Перебуваючи під водою на підводному човні, Волтер розповідає, що підключив до Кілліана пристрій стеження та знаходить його на складі зброї. Волтеру вдається вдосконалити протиотруту і він успішно перетворює Стерлінга на людину. Діставшись до схованки Кілліана, Стерлінг турбується про безпеку Волтера і відправляє його геть на підводному човні. Опинившись усередині, Стерлінг стикається з Кілліаном, але його вибивають і схоплюють, оскільки Кілліан розповідає, що він масово виготовив сотні дронів, щоб націлитися на всіх співробітників агентства, використовуючи базу даних як помсту за вбивство його команди під час минулої місії під керівництвом Стерлінга. Помітивши Волтера, що повертається на субмарині, Кілліан знищує її; Волтер, не знаючи їх, виживає завдяки одному зі своїх винаходів, надувним обіймам.
Коли Волтер звільняє Стерлінга, вони втікають і звертаються до Марсі, щоб отримати підтримку, коли дрони наближаються до штаб-квартири H.T.U.V. у Вашингтоні (федеральний округ Колумбія). Волтер намагається зламати біонічну руку Кілліана, але коли Кілліан це розуміє, він намагається втекти по повітрю за допомогою дрона, але Волтер наздоганяє його. Волтер ризикує своїм життям, захопивши Кілліана в надувні обійми, і дезактивує руку лиходія, коли сам Волтер падає, але Стерлінг, який знову перетворився на голуба, вперше успішно злітає та несе його в безпечне місце за допомогою інших голубів. в той час як Кілліан знайдений і заарештований.
Попри те, що вони врятували світ, Стерлінг — повернувшись у свою людську подобу — і Волтера звільняють за непокору. Однак H.T.U.V. їх швидко знову бере на роботу.

## Озвучення оригінальної версії
- Вілл Сміт — Ленс Стерлінг, «найстрашніший шпигун» у світі, якого Волтер перетворює на голуба.[10]
- Том Голланд — Волтер Бекетт, молодий науковий геній, що рано залишився без матері, тому йому важко спілкуватися. Він закінчив Массачусетський технологічний інститут у 15-річному віці і розробляє унікальні гаджети. Ненавмисно перетворює Стерлінга на голуба за допомогою свого нового винаходу, але тепер повинен допомогти Стерлінгу знову стати людиною.
  - Джаррет Бруно — молодий Волтер, озвучений у першій сцені
- Рашида Джонс — Марсі Каппель, агент відділу внутрішніх розслідувань, яка переслідує Ланса Стерлінга, якого вона вважає зрадником.
- Бен Мендельсон — Кілліан, могутній технологічний натхненник терористів з лівою біонічною рукою, який контролює низку озброєних безпілотників, що загрожують світу. Кілліан — найбільший ворог Стерлінга і головна мета його місії.
- Ріба Макінтайр — Джой Дженкінс, директор H.T.U.V. (Честь, Довіра, Єдність і доблесть) та начальник Стерлінга.[11]
- Рейчел Броснаген — Венді Бекетт, мати Волтера, офіцер поліції, яку вбили під час виконання службових обов'язків, коли її син був молодшим[11].
- Карен Гіллан — Очі H.T.U.V., фахівець із спектрального аналізу та квантової оптичної термографії, працює у парі з Вухами.[12]
- DJ Khaled — Вуха H.T.U.V., фахівець із зв'язку та ультразвуку, працює в парі з Очами.
- Масі Ока — Кацу Кімура, японський торговець зброєю та партнер Кілліана.
- Карла Хіменес — Джеральдіна, агента служби безпеки H.T.U.V.[13]
- Оллі Марс — виконує незазначену епізодичну вокальну роль молодшого агента[14]
- Марк Ронсон — озвучує техніка диспетчерської служби агентства.

## Український дубляж
- Роман Чорний — Ленс Стерлінґ
- Максим Чумак — Волтер
- Олексій Сморігін — Малий Волтер
- Світлана Шекера — Марсі
- Михайло Кукуюк — Кілліан
- Ірина Дорошенко — 'Джой
- Людмила Петриченко — Венді
- Антоніна Хижняк — Очі
- Артем Мартинішин — Вуха
- Андрій Твердак — Кімура
- Анна Трінчер — Джеральдіна
- Даня Вегас — Агент

Фільм дубльовано студією «Postmodern» на замовлення компанії «UFD» у 2019 році.
- Режисер дубляжу — Людмила Петриченко
- Перекладач — Олег Колесніков

## Виробництво
9 жовтня 2017 року було оголошено, що ведеться розробка фільму за мотивами анімаційного короткометражного фільму «Голуб: Неможливо», у якому Вілл Сміт і Том Голланд озвучували голоси головних героїв.
У жовтні 2018 року до списку акторів озвучування увійшли Бен Мендельсон, Карен Гіллан, Рашида Джонс, DJ Khaled та Масі Ока. У липні 2019 року до акторського складу приєдналися Ріба Макінтайр та Рейчел Броснаген., а у вересні 2019 року також приєдналася Карла Гіменес.
Цей фільм є режисерським дебютом Ніка Бруно та другим для Троя Квейна після знімання короткометражного фільму «Смурфики: Різдвяна пісня» (2011).
Фільм був присвячений пам'яті Джо Квонга, який до смерті працював у Walt Disney Animation Studios і Blue Sky Studios.

## Музика

### Оцінка
12 червня 2018 року було повідомлено, що Теодор Шапіро буде писати музику до фільму. 27 грудня 2019 року Hollywood Records і Fox Music випустили музичний альбом до фільму.

### EP саундтрек
11 червня 2019 року було оголошено, що виконавчим музичним продюсером фільму стане Марк Ронсон. Керівник відділу Fox Music Даніель Дієго висловила захоплення співпрацею з Ронсоном, заявивши, що «його унікальне поєднання вінтажного соулу та фанку винятково передає душу [цього] фільму». 22 листопада 2019 року вийшла оригінальна пісня до фільму під назвою «Then There Were Two» у виконані Ронсона та Андерсона Паака. Через два дні було оголошено про випуск [музичного мініальбому під назвою Mark Ronson Presents the Music of Spies in Disguise. До нього увійшли п'ять нових пісень, написаних для фільму, а також пісню Роба Бейса та DJ EZ Rock «It Takes Two». EP вийшло в цифровому вигляді 13 грудня 2019 року RCA Records.

#### Перелік треків
| #  | Назва                 | Виконавці                      | Тривалість |
| -- | --------------------- | ------------------------------ | ---------- |
| 1. | «Freak of Nature»     | Марк Ронсон & Dodgr            | 4:38       |
| 2. | «Then There Were Two» | Ронсон & Андерсон Пак          | 2:34       |
| 3. | «Fly»                 | Lucky Daye                     | 2:47       |
| 4. | «They Gotta Go»       | Lil Jon                        | 3:37       |
| 5. | «Rocket Fuel»         | DJ Shadow за участю De La Soul | 3:41       |
| 6. | «It Takes Two»        | Rob Base & DJ E-Z Rock         | 5:01       |

## Реліз
Спочатку вихід фільму був запланований на 18 січня 2019 року на «20th Century Fox». Втім його вихід декілька разів переносився: спочатку з 18 січня на 19 квітня 2019 року, а потім на 13 вересня 2019 року. 10 травня вихід фільму ще раз перенесли — на католицьке Різдво 25 грудня 2019 року.
Шпигуни під прикриттям — це перший випуск Blue Sky Studios як підрозділу компанії Walt Disney.
Світова прем'єра фільму відбулася 4 грудня 2019 року в El Capitan Theatre у Голлівуді.
«Шпигуни під прикриттям» вийшли на Ultra HD Blu-ray, DVD, Blu-ray 10 березня 2020 року, дистриб'ютор — компанія 20th Century Fox Home Entertainment .

### Маркетинг
Перший трейлер та тизерний плакат вийшов 1 листопада 2018 року.

## Оцінка

### Каса
У Сполучених Штатах Америки та Канаді «Шпигуни під прикриттям» вийшли у вихідний — на Різдво, разом з фільмами «Маленькі жінки», «1917» та «Судити по совісті», а також із широкомасштабним випуском фільму «Неграновані коштовності». За п'ятиденні вихідні стрічка в американських кінотеатрах зібрала 13,4 мільйона доларів (п'яте місце). Хоча очікувалося, що вона складе 19–23 мільйонів доларів за п'ятиденні вихідні дні.. При цьому фільм «Маленькі жінки» зібрали $ 16,2 млн (4-е місце), а «Неграновані коштовності» — $ 9,4 млн касових зборів (7-е місце) Фільм «Шпигуни під прикриттям» заробив 4,8 мільйона доларів на Різдво та 4,1 мільйона на другий день. Він заробив 13,2 мільйона доларів під час перших вихідних, загалом 22,1 мільйона доларів за п'ятиденний різдвяний період, посівши п'яте місце. За другий вікенд фільм заробив 10,1 мільйона доларів, посівши шосте місце. У свій третій вікенд він зібрав 5,1 мільйона доларів, посівши 10-те місце. Бюджет фільму не розголошується. IndieWire підрахував, що це могло бути 100 мільйонів доларів або більше, виходячи з попередніх фільмів Blue Sky.
Загалом «Шпигуни під прикриттям» заробили 66,8 мільйонів доларів у Сполучених Штатах Америки та Канаді та 104,9 мільйонів доларів на інших територіях, що становить у всьому світі 171,6 мільйонів доларів.

### Критика фільму
На вебсайті агрегатора рецензій Rotten Tomatoes, фільм має рейтинг схвалення 77 %, ґрунтуючись на 124 рецензій із середньою оцінкою 6,5 / 10. Консенсус критиків сайту стверджує: «Весела, невибаглива анімаційна пригода, яка піднесена своїм озвученням, Шпигуни під прикриттям — це смішна, інтенсивна та достатньо сімейна, щоб задовольнити».
Вебсайт Metacritic дав фільму середньозважений бал: 54 зі 100, на основі 22 критиків, що вказує на «змішані або середні відгуки». Глядачі, опитані CinemaScore, дали фільму середню оцінку «A–» за шкалою від A+ до F, тоді як опитані PostTrak поставили, в середньому, 3,5 із 5 зірок.
Пітер Бредшоу з «Ґардіан» дав фільму три зірки з п'яти, назвавши його «розважальною сімейною пригодою» та високо оцінивши вокальну роботу Сміта та Голланда.

### Нагороди
| Нагорода           | Дата церемонії | Категорія                                                   | Одержувач (і) та номінант (и) | Результат | Примітки |
| ------------------ | -------------- | ----------------------------------------------------------- | --- | --------- | -------- |
| Golden Reel Awards | 19 січня 2020  | Видатне досягнення в монтажі звуку — повнометражна анімація | Лефф Леффертс, Джеремі Бовкер, Ренді Том, Бьорн Оле Шредер, Самсон Неслунд, Девід Фармер, Майкл Сільверс, Ларрі Отфілд, Кріс Меннінг, Шеллі Роден, Джон Реш | Номінація | [ 44 ]   |
| Енні               | 25 січня 2020  | Найкращий дизайн персонажа — особливість                    | Хосе Мануель Фернандес Олі | Номінація | [ 45 ]   |
| Енні               | 25 січня 2020  | Найкраща музика — функція                                   | Марк Ронсон Теодор Шапіро | Номінація | [ 45 ]   |
| Сатурн             | 26 жовтня 2021 | Найкращий повнометражний анімаційний фільм                  | Шпигуни під прикриттям | Номінація | [ 46 ]   |